# Clathrodrillia solida
Clathrodrillia solida é uma espécie de gastrópode do gênero Clathrodrillia, pertencente à família Drilliidae.